# ناتالی آرتو
ناتالی ایوان ترز آرتو (فرانسوی: Nathalie Yvonne Thérèse Arthaud‎؛ تلفظ فرانسوی: [natali ivɔn teʁɛz aʁto]؛ زاده ۲۳ فوریه ۱۹۷۰) معلم اقتصاد مدرسه متوسطه (لیسه) و سیاستمدار فرانسوی است. آرتو اکنون عضو و سخنگوی حزب کمونیست مبارزه کارگران در فرانسه می‌باشد.
آرتو چندین بار در انتخابات شرکت کرده‌است که از سال ۲۰۰۱ آغاز شده‌است. او در انتخابات ریاست‌جمهوری ۲۰۱۲، ۲۰۱۷ و ۲۰۲۲ نامزد حزب مبارزه کارگران بود. او ۰٫۵۶، ۰٫۶۴ و ۰٫۵۷ درصد آرا را به دست آورد و به ترتیب در جایگاه نهم، دهم و دوازدهم قرار گرفت.